# بیل بلاک
بیل بلاک (به انگلیسی: Bill Block) (زاده ۲ آوریل ۱۹۵۴) یک تهیه‌کننده فیلم آمریکایی است که از آوریل ۲۰۱۷ تا اکتبر ۲۰۲۳ به عنوان مدیر عامل میرامکس فعالیت می‌کرد. از تولیدات وی می‌توان به فیلم‌های دبلیو (۲۰۰۸)، منطقه ۹ (۲۰۰۹)، خشم (۲۰۱۴)، مادرهای بد (۲۰۱۶)، هالووین (۲۰۱۸)، آقایان (۲۰۱۹)، عمو فرانک (۲۰۲۰)، هالووین می‌کشد (۲۰۲۱)، عملیات فورچون (۲۰۲۳)، اینجا (۲۰۲۴)، زنبوردار (۲۰۲۴) و خانه (۲۰۲۴) اشاره کرد.
او در آوریل ۲۰۱۷ به عنوان مدیرعامل میرامکس انتخاب شد. او استودیو را در اکتبر ۲۰۲۳ به دنبال پایان قراردادش با آنها ترک کرد و در اواخر همان ماه شرکت تولید دیگری به نام بلاک فیلم را تشکیل داد. او با همسرش یوجنیا کوزمینا، مدل، بازیگر و کمدین، دو پسر و یک دخترش در هالیوود هیلز زندگی می‌کند.